# ایان گیلبرلند
ایان گیلبرلند (انگلیسی: Ian Gillibrand; ۲۴ نوامبر ۱۹۴۸ – ۲ سپتامبر ۱۹۸۹) بازیکن فوتبال اهل بریتانیا بود.
از باشگاه‌هایی که در آن بازی کرده‌است می‌توان به باشگاه فوتبال ویگان اتلتیک اشاره کرد.